# Fenillosa
Fenillosa es una localidad española actualmente perteneciente al municipio de Sabiñánigo, en la provincia de Huesca. Pertenece a la comarca del Alto Gállego, en la comunidad autónoma de Aragón.

## Historia
En el siglo XV tenía 1 fuego y a principios del siglo XVIII tenía 2 fuegos. En 1940 llegó a tener 20 habitantes. Fue en declive hasta ser abandonado cerca de 1960. Este pueblo es otro más de los que se abandonó en la época del desarrollismo y el éxodo rural propio del siglo XX. A día de hoy las construcciones del mismo están en avanzado estado de ruina, casi total. Se accede a Fenillosa por la pista de Ceresola.